# بادي كوريغان
بادي كوريغان (بالإنجليزية: Paddy Corrigan)‏ هو لاعب قذف أيرلندي، ولد في 27 يناير 1962 في Kinnitty ‏ في جمهورية أيرلندا.